# ملیحه فضلی
ملیحه فضلی (زادهٔ ۱۲ آبان ۱۳۶۲، ساری) ورزشکار ایرانی رشته‌های ساندا ووشو و کشتی آلیش است که در هر دو رشته، در رقابت‌های جهانی، مدال به دست آورده‌است.
او در هر دو رشته، تجربهٔ مربیگری تیم ملی (جوانان ووشو ۱۳۹۱ - بزرگسالان کشتی آلیش ۱۳۹۶) را دارد.